# Jimmy Quinn (futbolista escocès)
James Quinn (8 de juliol de 1878 - 21 de novembre de 1945) fou un futbolista escocès de la dècada de 1900.
Pel que fa a clubs, defensà els colors de Celtic durant 15 anys. Fou quatre cops màxim golejador de la lliga escocesa de futbol.
Fou internacional amb la selecció d'Escòcia i amb la selecció de la lliga escocesa.

## Palmarès
- Lliga escocesa de futbol (6): 1904-05, 1905-06, 1906-07, 1907-08, 1908-09, 1909-10
- Copa escocesa de futbol: (5) 1903-04, 1906-07, 1907-08, 1910-11, 1911-12
- Glasgow Cup: 1904-05, 1905-06, 1906-07, 1907-08, 1909-10

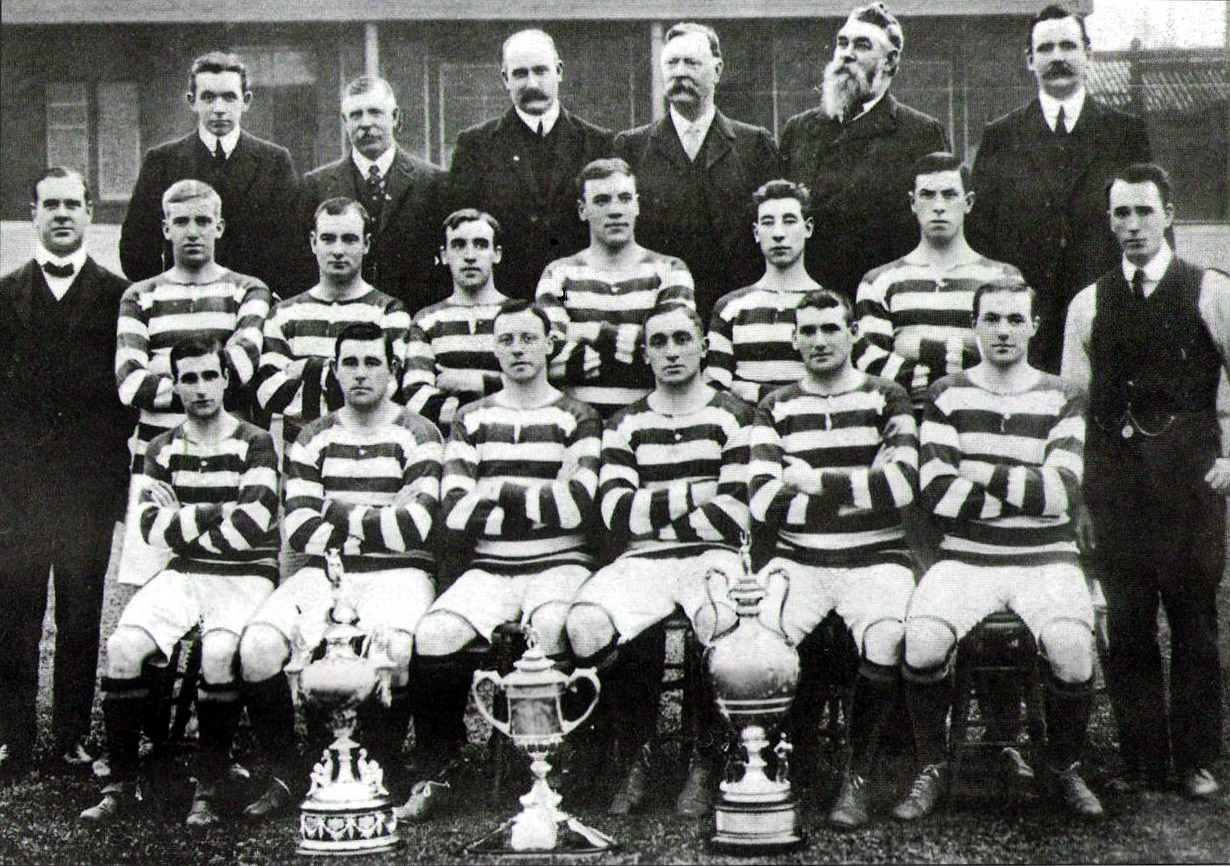
Celtic 1908; Quinn a sota, segon per la dreta.